# Lulu von Sell
Lulu von Sell (* 24. Juni 1846 in Schwerin; † 31. März 1913 ebenda) war eine deutsche Schriftstellerin.

## Leben
Von Sell war die Tochter des mecklenburgischen Generals Freiherr Adolf von Sell. Sie wurde zusammen mit ihrer Schwester Sophie von Sell, die ebenfalls später Schriftstellerin wurde, durch Hauslehrer unterrichtet. Schon früh zeigten beide Schwestern Begabung für Poesie, Sprachen, Musik und Malerei. 1862 zog die Familie nach Aachen, wo der Vater Gesandter wurde, 1868 wurde der Vater Oberkammerherr am mecklenburgischen Hof und die Familie kehrte nach Schwerin zurück. Lulu von Sell engagierte sich im sozialen Bereich und pflegte sowohl ihren Vater als auch ihre Zwillingsschwester bis zu deren Tod 1891 bzw. 1893. 1908 starb von Sells Mutter.
Lulu von Sell veröffentlichte mehrere Gedichtbände und schrieb für Zeitschriften und Kinderblätter. Außerdem trat sie als Übersetzerin englischer Literatur hervor. Sie veröffentlichte ihre Schriften ausschließlich unter dem Pseudonym Margarete Treu.

## Werke
- unter dem Pseudonym Margarete Treu:
  - Glockenblumen: Gepflückt in Sonnenlicht und Schatten. Soltau, Norden 1877
  - Was die Schwalben sangen. Norden 1879.
  - Glockenblumen: Ein neuer Strauß. Soltau, Norden 1881.
  - Die alte, alte Geschichte. Aus dem Englischen übersetzt. Verlag der Deutschen Evangelischen Buch- und Tractat-Gesellschaft, Berlin 1887 (Deutsche Evangelische Buch- und Tractat-Gesellschaft; 240).
  - Das Friedrich Franz-Hospiz in Müritz, eine Zuflucht für kranke Kinder. Herberger, Schwerin um 1888.
  - Ein Strauß von der Heide: Gedichte. Burmeister, Schwerin 1890.
  - Erlebnisse zweier Knaben im fernen Westen, 1902.